# Thomas Ebner (Fußballspieler, 1992)
Thomas Ebner (* 22. Februar 1992 in Baden) ist ein österreichischer Fußballspieler auf der Position eines Abwehrspielers.

## Karriere

### Verein
Ebner begann seine Karriere in der Jugendabteilung der 1. SVg Wiener Neudorf in Niederösterreich. Bereits 2002 wurde er von Admira Wacker Mödling verpflichtet. Bis 2010 absolvierte er Spiele für die Admiraner in den Jugendklassen, ehe er in die Amateurmannschaft hochgezogen wurde. Sein Debüt in der Regionalliga Ost gab er am 12. März 2010 gegen die Amateure der SV Mattersburg. Ebner spielte beim 3:0-Auswärtssieg durch. Darauffolgend wurde der rechte Verteidiger zum Stammspieler. In der Winterpause 2012 wurde er in den Kader der ersten Mannschaft berufen. Sein Debüt in der höchsten österreichischen Spielklasse gab Ebner unter Trainer Dietmar Kühbauer am 24. März 2012 gegen den späteren Meister FC Red Bull Salzburg. Er spielte durch und konnte sich über ein 2:2-Unentschieden freuen.
Nach über 170 Bundesligaspielen für die Admira wechselte er zur Saison 2018/19 zum Ligakonkurrenten FK Austria Wien, bei dem er einen bis Juni 2021 laufenden Vertrag erhielt. In drei Spielzeiten bei der Austria kam er zu 66 Bundesligaeinsätzen. Nach der Saison 2020/21 verließ er den Verein. Nach zwei Monaten ohne Verein kehrte Ebner schließlich im September 2021 zur Admira zurück, bei der er bis Juni 2022 unterschrieb.
Bei der Admira erarbeitete sich Ebner direkt wieder einen Stammplatz als Sechser. Im April 2022 verlängerte er dann seinen auslaufenden Vertrag bis Juni 2024. Mit der Admira stieg er 2022 aus der Bundesliga ab. Nach drei Jahren in der 2. Liga verließ er den Verein nach der Saison 2024/25.
Zur Saison 2025/26 wechselte er daraufhin zu Regionalligist FCM Traiskirchen.

### Nationalmannschaft
Für die österreichische Fußballnationalmannschaft wurde er bisher in der U-16 eingesetzt. Sein erstes Jugendländerspiel absolvierte der rechte Verteidiger am 13. November 2007 gegen die Türkei in Istanbul. Das Spiel mit Mitspielern wie Christoph Knasmüllner oder Lukas Rath wurde mit 0:4 verloren.